# 转移支付
在经济学上，转移支付（英語：Transfer Payment）是通过政府无偿支出实现社会收入和财富再分配的一种手段，該支出不涉及商品或服務的交換（與交易相對）。转移支付的过程中既不涉及消耗生产要素，也不会增加社会产出，通常被认为是无损耗的。生活中常见的社会福利、社会保障以及政府对特定企业的补贴等都属于转移支付的一种体现。
转移支付不像贸易一样交易双方相互获益，一般都是支付方无偿授予接收方价值物，接受方不需要给予支付方任何回报。转移支付可以发生于个人和社会实体之间，譬如私人公司与政府组织之间，通常受到支付方的利他心或接受方的敌意驱使，交易既可能自主自愿也可能具有强制性。为了便于计算国内生产总值，政府支出一般不计入转移支付，转移支付也是财富的一种重新配置，并不用来直接购买新近生产的商品或者服务。

## 支付形式

### 现金
全球有超过1亿贫困人口受政府转移支付保障，据估计有90%的高收入国家通过电子转账进行转移支付，而在半数以上的发展中国家则多是通过现金和支票。向受益人发放现金是最为常见的转移支付手段，然而这种转移支付项目一般受到3种因素的制约：财政资源、治理能力和意识形态，尤其是在南方不发达国家。在一些较为贫穷的国家，现金转移支付则可能造成通货膨胀等负面的社会效应，因而政府不愿意实行这种项目。

### 实物支付
政府和为住户服务的非营利机构（简称NPISH）的实物转移支付包括个人商品和服务，这些资源通常不是从市场获取，而是出自政府和机构的非市场产出，典型有：
- 房屋抵偿金
- 其它有关社会保障实物
- 实物社会救济
- 发放的个人所有的非市场产商品和服务